# Arena de Aur pentru cea mai bună actriță
Arena de Aur pentru cea mai bună actriță  s-a acordat la Festivalul de Film de la Pula pentru cea mai bună actriță din Iugoslavia (1955–1990) și se acordă pentru cea mai bună actriță din Croația începând cu 1990.

## Lista câștigătoarelor

### Premiile filmului iugoslav (1955–90)
| An   | Câștigătoare          | Titlu internațional                   | Titlu original              |
| ---- | --------------------- | ------------------------------------- | --------------------------- |
| 1955 | Tamara Marković       | The Girl and the Oak                  | Djevojka i hrast            |
| 1956 | Nu s-a acordat        | Nu s-a acordat                        | Nu s-a acordat              |
| 1957 | Ljubinka Bobić        | Priests Ćira and Spira                | Pop Ćira i pop Spira        |
| 1958 | Nu s-a acordat        | Nu s-a acordat                        | Nu s-a acordat              |
| 1959 | Olga Spiridonović     | Miss Stone                            | Mis Ston                    |
| 1960 | Dušica Žegarac        | The Ninth Circle                      | Deveti krug                 |
| 1961 | Duša Počkaj           | Dancing in the Rain                   | Ples v dežju                |
| 1962 | Milena Dravić         |                                       | Prekobrojna                 |
| 1963 | Majda Potokar         | Wild Growth                           | Samorastniki                |
| 1964 | Olivera Marković      |                                       | Službeni položaj            |
| 1965 | Majda Potokar (2)     |                                       | Lažnivka                    |
| 1966 | Mira Stupica          |                                       | Roj                         |
| 1967 | Nu s-a acordat        | Nu s-a acordat                        | Nu s-a acordat              |
| 1968 | Mia Oremović          | I Have Two Mothers and Two Fathers    | Imam dvije mame i dva tate  |
| 1969 | Radmila Andrić        |                                       | Moja strana svijeta         |
| 1970 | Milena Dravić (2)     | The Cyclists                          | Biciklisti                  |
| 1971 | Dušica Žegarac (2)    |                                       | Opklada                     |
| 1972 | Božidarka Frajt       |                                       | Živa istina                 |
| 1973 | Ružica Sokić          |                                       | Žuta                        |
| 1974 | Majda Grbac           |                                       | Let mrtve ptice             |
| 1975 | Jagoda Kaloper        | The House                             | Kuća                        |
| 1976 | Milena Zupančič       | Idealist                              | Idealist                    |
| 1977 | Milena Zupančič (2)   | The Widowhood of Karolina Zasler      | Vdovstvo Karoline Žašler    |
| 1978 | Svetlana Bojković     | The Dog Who Loved Trains              | Pas koji je voleo vozove    |
| 1979 | Gorica Popović        | National Class Category Up to 785 ccm | Nacionalna klasa do 785 cm3 |
| 1980 | Mirjana Karanović     | Petria's Wreath                       | Petrijin vijenac            |
| 1981 | Mira Banjac           |                                       | Široko je lišće             |
| 1982 | Jelisaveta Sablić     | The Marathon Family                   | Maratonci trče počasni krug |
| 1983 | Ljiljana Međeši       | Body Scent                            | Zadah tela                  |
| 1984 | Sonja Savić           | Sugar Water                           | Šećerna vodica              |
| 1985 | Mirjana Karanović (2) | When Father Was Away on Business      | Otac na službenom putu      |
| 1986 | Mira Furlan           | The Beauty of Sin                     | Lepota poroka               |
| 1987 | Anica Dobra           | Reflections                           | Već viđeno                  |
| 1988 | Neda Arnerić          | Aloa: Festivity of the Whores         | Haloa - praznik kurvi       |
| 1989 | Snežana Bogdanović    | Kuduz                                 | Kuduz                       |
| 1990 | Mirjana Joković       |                                       | Granica                     |

### Premiile filmului croat (1990–prezent)
| An   | Câștigătoare                                      | Titlu internațional                               | Titlu original                                    |
| ---- | ------------------------------------------------- | ------------------------------------------------- | ------------------------------------------------- |
| 1991 | Festival anulat.[A]                               | Festival anulat.[A]                               | Festival anulat.[A]                               |
| 1992 | Mirta Zečević                                     | Luka                                              | Luka                                              |
| 1993 | Alma Prica                                        | Countess Dora                                     | Kontesa Dora                                      |
| 1994 | Festival național anulat din cauza războiului.[B] | Festival național anulat din cauza războiului.[B] | Festival național anulat din cauza războiului.[B] |
| 1995 | Katarina Bistrović-Darvaš                         | Washed Out                                        | Isprani                                           |
| 1996 | Nataša Dorčić                                     | Prepoznavanje                                     | Prepoznavanje                                     |
| 1997 | Ena Begović                                       | Treća žena                                        | Treća žena                                        |
| 1998 | Sandra Lončarić                                   | Delusion                                          | Zavaravanje                                       |
| 1999 | Lucija Šerbedžija                                 | Madonna                                           | Bogorodica                                        |
| 2000 | Dora Polić                                        | Cashier Wants to Go to the Seaside                | Blagajnica hoće ići na more                       |
| 2001 | Lucija Šerbedžija (2)                             | Slow Surrender                                    | Polagana predaja                                  |
| 2002 | Leona Paraminski                                  | Winter in Rio                                     | Prezimiti u Riu                                   |
| 2003 | Alma Prica (2)                                    | Witnesses                                         | Svjedoci                                          |
| 2004 | Darija Lorenci                                    | Sorry for Kung Fu                                 | Oprosti za kung fu                                |
| 2005 | Anja Šovagović-Despot                             | What Iva Recorded                                 | Što je Iva snimila 21. listopada 2003.            |
| 2006 | Zrinka Cvitešić                                   | What Is a Man Without a Moustache?                | Što je muškarac bez brkova                        |
| 2007 | Nataša Dorčić (2)                                 | I Have to Sleep, My Angel                         | Moram spavat', anđele                             |
| 2008 | Jadranka Đokić                                    | Behind the Glass                                  | Iza stakla                                        |
| 2009 | Dijana Vidušin                                    | Love Life of a Gentle Coward                      | Ljubavni život domobrana                          |
| 2010 | Marija Škaričić                                   | Mother of Asphalt                                 | Majka asfalta                                     |
| 2011 | Mirela Brekalo                                    | Kotlovina                                         | Kotlovina                                         |
| 2012 | Ana Karić                                         | Night Boats                                       | Noćni brodovi                                     |
| 2013 | Nada Đurevska                                     | A Stranger                                        | Obrana i zaštita                                  |
| 2014 | Areta Ćurković                                    | Happy Endings                                     | Happy Endings                                     |
| 2015 | Tihana Lazović                                    | The High Sun                                      | Zvizdan                                           |
| 2016 | Ksenija Marinković                                | On the Other Side                                 | S one strane                                      |
| 2017 | Mia Petričević                                    | Quit Staring at My Plate                          | Ne gledaj mi u pijat                              |
| 2018 | Doris Šarić-Kukuljica                             | Lada Kamenski                                     | Lada Kamenski                                     |
| 2019 | Hristina Popović                                  | The Last Serb in Croatia                          | Posljednji Srbin u Hrvatskoj                      |

## Câștigătoare de mai multe ori
- 2 :  Majda Potokar (1963, 1965)
- 2 :  Milena Dravić (1962, 1970)
- 2 :  Dušica Žegarac (1960, 1971)
- 2 :  Milena Zupančič (1976, 1977)

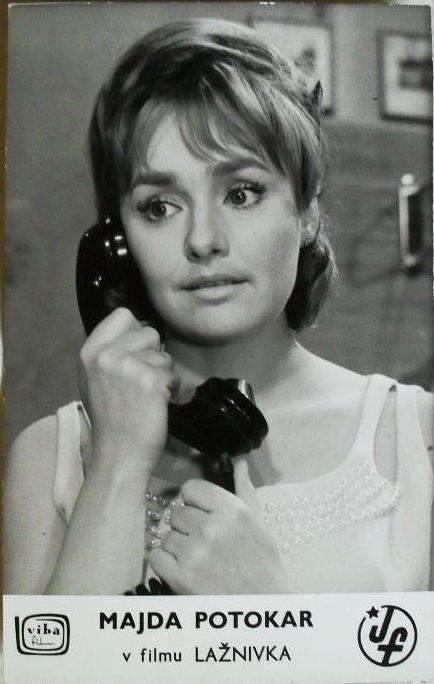
Majda Potokar. 1965

- 2 :  Mirjana Karanović (1980, 1985)
- 2 :  Lucija Šerbedžija (1999, 2001)
- 2 :  Alma Prica (1993, 2003)
- 2 :  Nataša Dorčić (1996, 2007)

## Vezi și
- Arena de Aur pentru cel mai bun actor
- Arena de Aur pentru cea mai bună actriță în rol secundar
- Arena de Aur pentru cel mai bun actor  în rol secundar